# Duvalia vestita
Duvalia vestita là một loài thực vật có hoa trong họ La bố ma. Loài này được Meve mô tả khoa học đầu tiên năm 1988.